# Orthotrichia guruluhela
Orthotrichia guruluhela är en nattsländeart som först beskrevs av Schmid 1958.  Orthotrichia guruluhela ingår i släktet Orthotrichia och familjen smånattsländor. Inga underarter finns listade i Catalogue of Life.